# Praesetora divergens
Praesetora divergens är en fjärilsart som beskrevs av Moore 1879. Praesetora divergens ingår i släktet Praesetora och familjen snigelspinnare. Inga underarter finns listade i Catalogue of Life.